# 広岡友紀
広岡 友紀（ひろおか ゆき、生年月日非公開）は、日本の航空・鉄道アナリスト（評論家）、小説家。

## 略歴
東京都出身。香港、アメリカ合衆国ニューヨーク州在住経験を経て帰国し、2010年現在は神奈川県横浜市に在住。
西武グループの創業者堤一族の1人と称しているが、詳細は不明。
かつては主に国際線の客室乗務員を経験し、現在は主に鉄道・航空関連の書籍を執筆している。

## 主な著書
評論本
- JALが危ない!（エール出版社）
- 大手私鉄比較探見 東日本編/西日本編（JTBパブリッシング）
- 関東私鉄/関西私鉄比較探見（JTBパブリッシング）
- 西武鉄道まるごと探見（JTBパブリッシング、2011年）
- 東急電鉄まるごと探見（JTBパブリッシング、2014年、共著)
- 「電車の進化」大研究（中央書院）
- 鉄道路線サバイバル（戎光祥出版）
- 日本の私鉄（毎日新聞社）
- 私鉄・車両の謎と不思議（東京堂出版）
- 「西武」堤一族支配の崩壊～真実はこうだった（さくら舎）

小説
- 鎌倉メモリー（朱鳥社/星雲社）

他